# Малаткешин
Малаткешин (азерб. Malatkeşin) — село в административно-территориальном округе города Зангелан Зангеланского района Азербайджана. Село расположено на берегу реки Охчучай.

## История
По данным «Свода статистических данных о населении Закавказского края, извлеченных из посемейных списков 1886 года», в селе Малат-кешиш Пирчеванского сельского округа Зангезурского уезда Елизаветпольской губернии было 115 дымов и проживало 565 азербайджанцев (в источнике — «татар») шиитского вероисповедания. Всё население являлось владельческими крестьянами.
Согласно результатам Азербайджанской сельскохозяйственной переписи 1921 года, Маладкешин Зангеланского сельского общества Кубатлинского уезда Азербайджанской ССР населяли 330 человек (85 хозяйств), преобладающая национальность — тюрки азербайджанские (азербайджанцы).
Согласно данным на 1 января 1933 года Малаткешин входил  в Пирчиванское сельское общество Зангеланского района Азербайджанской ССР. Население — 450 человек в 113 хозяйствах (97 обобщённых и 16 единоличных, 226 мужчин и 224 женщины). Всё население сельсовета, состоявшего также из сёл (Генлик, Малаткешин, Пирчиван I, Пирчиван II, Таглы), — на 98,7% являлось тюрками (азербайджанцами).

### Карабахский конфликт
В ходе Первой карабахской войны, в 1993 году село было занято армянскими вооружёнными силами, и до октября 2020 года находилось под контролем непризнанной НКР. 22 октября 2020 года, в ходе Второй карабахской войны, президент Азербайджана объявил об освобождении села Малаткешин вооружёнными силами Азербайджана.